# Nhà thờ cột và ván gỗ

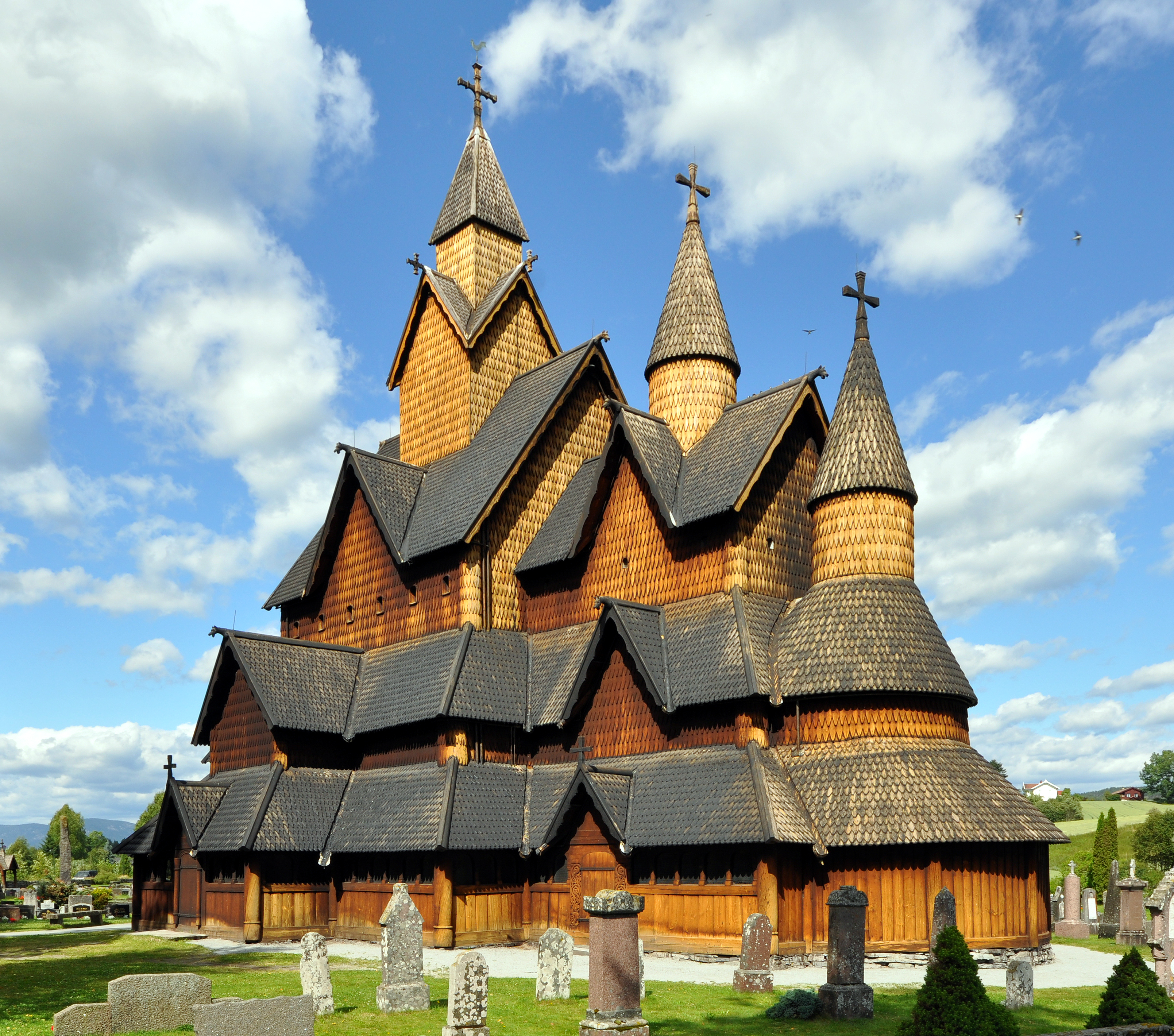
Heddal stavkirke tại Notodden, thế kỷ 13, Nhà thờ ván gỗ lớn nhất tại Na Uy

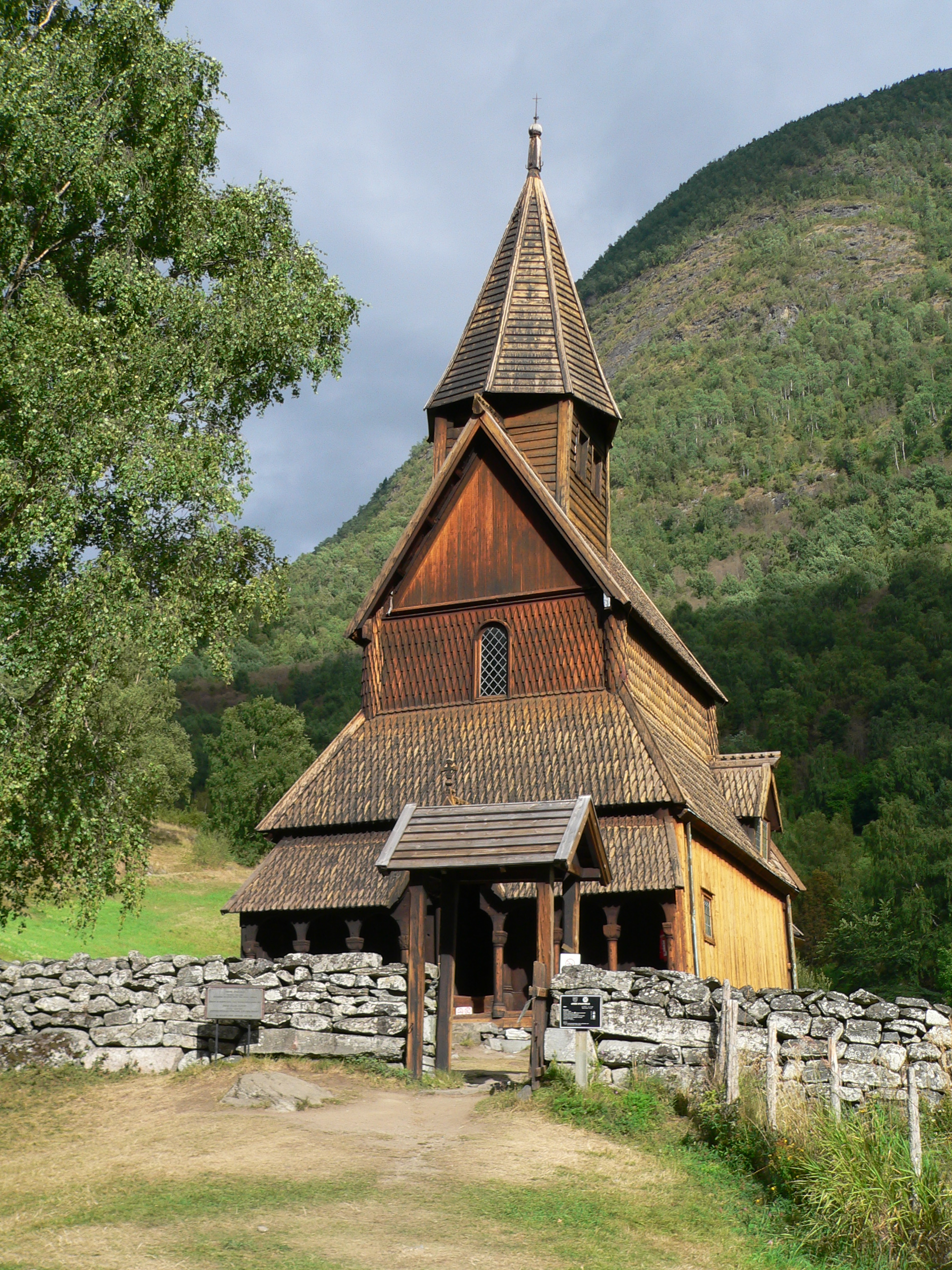
Nhà thờ bằng ván gỗ ở Urnes, xây dựng khoảng năm 1130, Di sản thế giới UNESCO

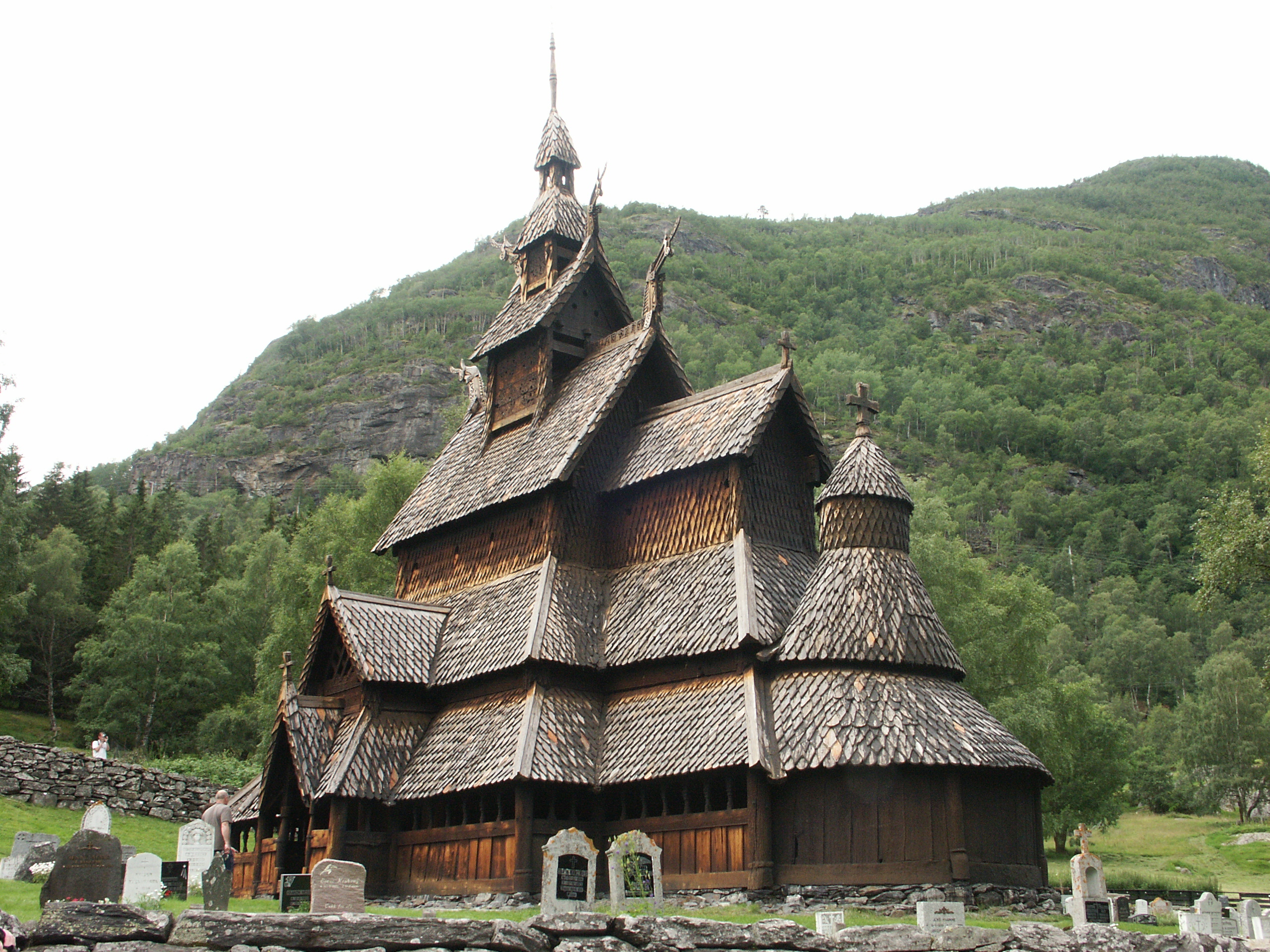
Nhà thờ ván gỗ xây dựng từ thế kỷ 12 tại làng Borgund thuộc hạt Sogn og Fjordane

Một nhà thờ cột và ván gỗ (tiếng Anh:Stave church, tiếng Na Uy: Stavkirke) là phong cách xây dựng cơ sở Kitô giáo thời Trung cổ từng rất phổ biến ở tây bắc châu Âu. Cấu trúc của tòa nhà gồm có những cây cột chịu lực và xà ngang (rầm nhà) và một bộ khung bằng những cây gỗ, tường là những tấm ván gỗ, cột chịu lực chính được gọi là stafr trong tiếng Na Uy cổ, và stav trong tiếng Na Uy hiện đại, từ đó loại nhà thờ này được gọi là stavkirke trong tiếng Na Uy.
Loại nhà thờ này bắt đầu được xây từ khi người dân Bắc Âu bắt đầu theo đạo Ki-tô nhiều nhất trong thế kỷ 12, 13 cho đến thời Hậu kỳ Trung Cổ.
Trong thời Trung cổ có lẽ có hơn 1.000 nhà thờ như thế ở Na Uy (một số người tin rằng có thể còn nhiều hơn, đến khoảng 2000  nhà thờ), nhưng đa số đã biến mất trong những năm 1350-1650, có lẽ là một kết quả của sự thay đổi nhu cầu sau khi xảy ra bệnh dịch và sau đó là phong trào Cải cách Tin Lành. Trong năm 1650 có khoảng 270 nhà thờ ván gỗ còn tồn tại, và 136 trong số này đã biến mất trong khoảng thời gian 100 năm tiếp theo sau đó. Ngày nay chỉ còn có thể bảo quản 28 nhà thờ ván gỗ thời Trung cổ ở Na Uy. Trong số đó là Nhà thờ bằng ván gỗ ở Urnes, xây dựng khoảng năm 1130, được công nhận là Di sản thế giới UNESCO. Bên ngoài Na Uy chỉ còn một nhà thờ ván gỗ xây dựng khoảng năm 1500 tại Hedared, đô thị Borås, Thụy Điển và một nhà thờ ván gỗ Na Uy được chuyển năm 1842 đến tái dựng lại tại ngoại ô Krummhübel, Đức, nay là thuộc Karpacz tỉnh Dolnośląskie, Ba Lan.

## Cấu trúc
Cắt ngang
|  | chú thích A: cột thẳng nổi B: cột hỗ trợ C: cửa Bắc D: cửa Nam E: Đoạn cuối cây cột nổi F: Đầu hồi, trang trí bắt chéo G: Chóp (mái) H: Mặt bằng J: Cột bắt chéo chữ X K: Phần chêm vào L: vòm hiên M: rui (Thanh gỗ đặt theo chiều dốc của mái nhà) N: Xà ngang O: Vòm chêm vào P: Vòm chêm và |

Cắt dọc

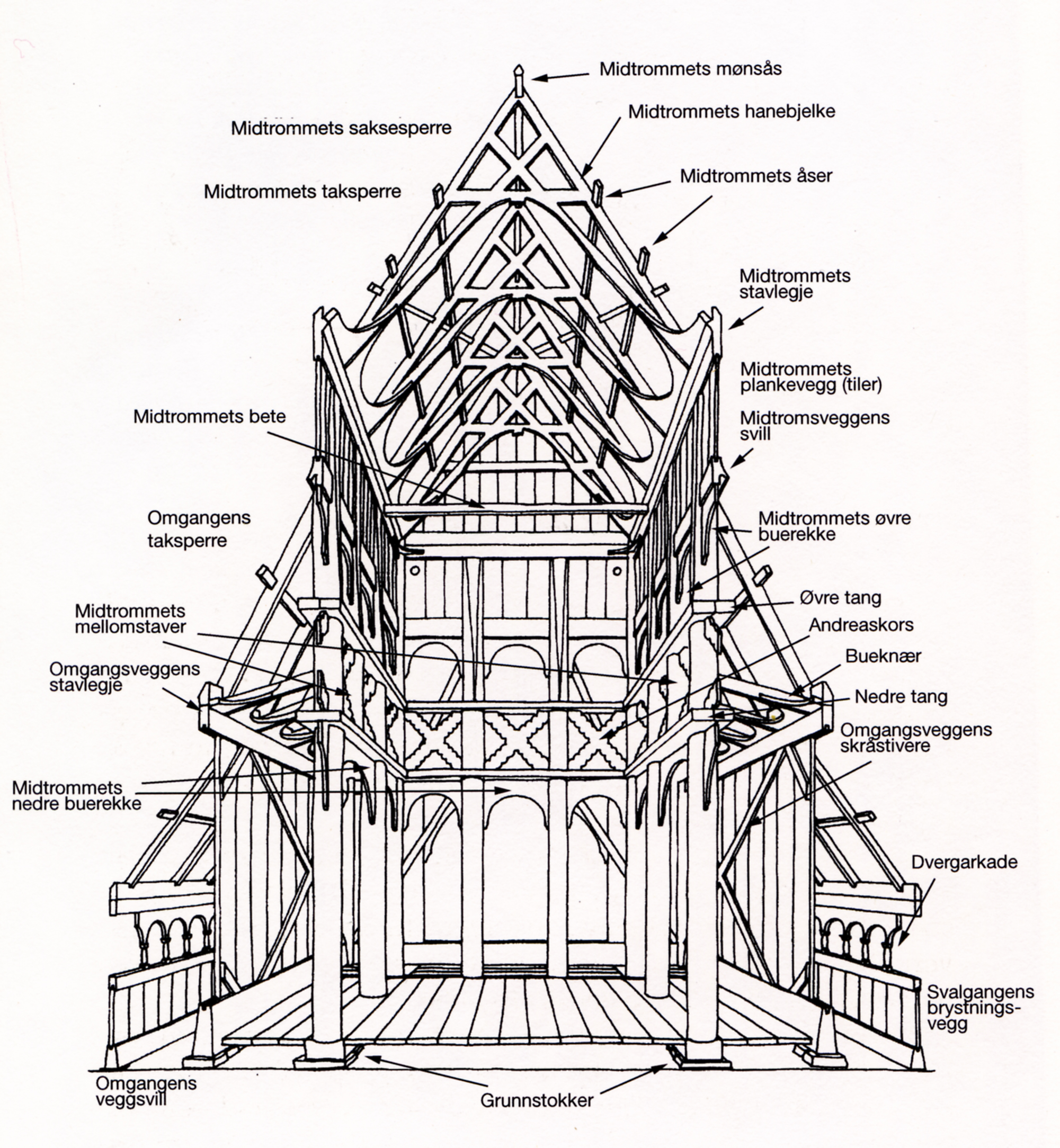

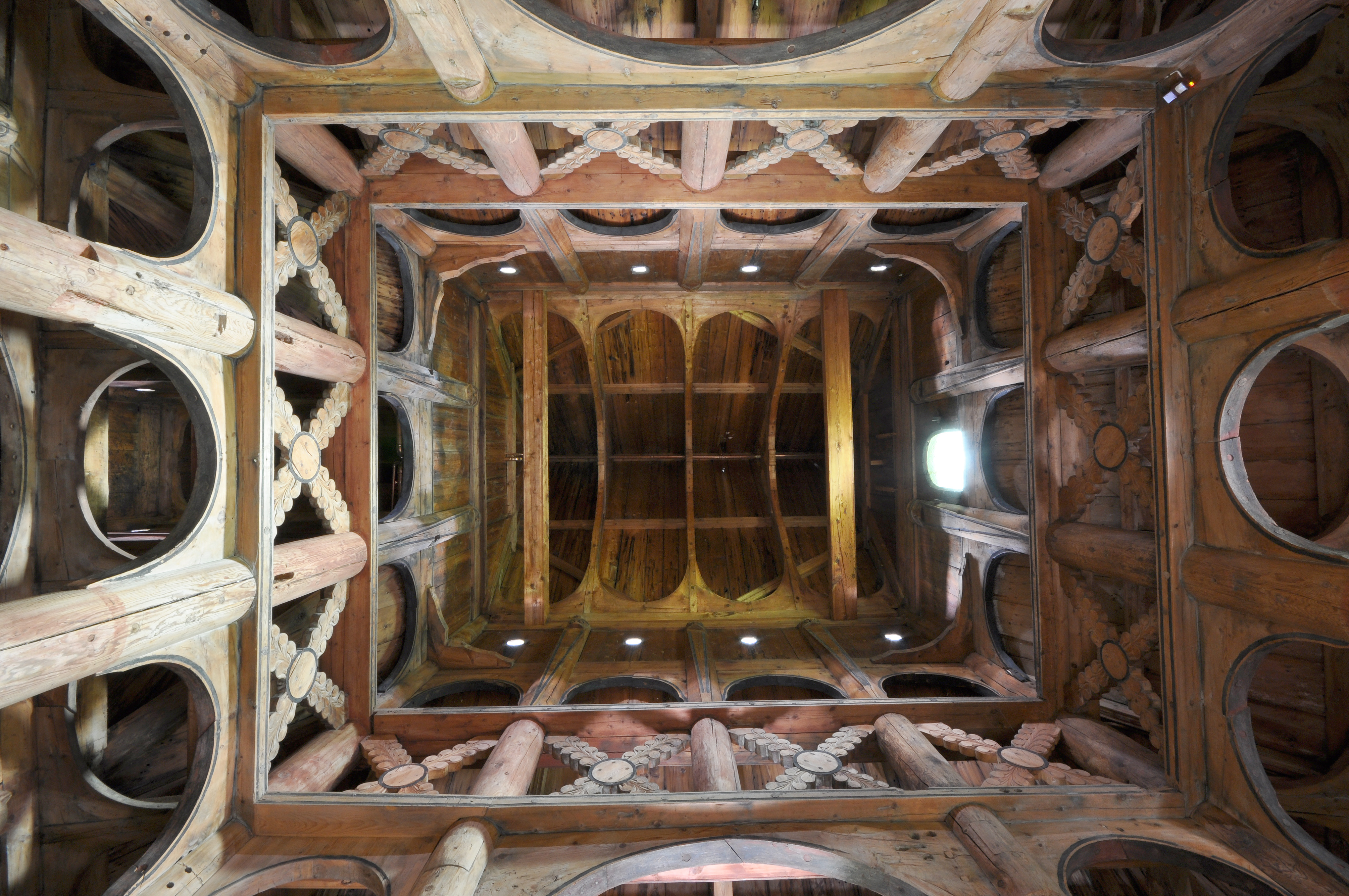
mái nhà Nhà thờ Borgund nhìn từ bên trong
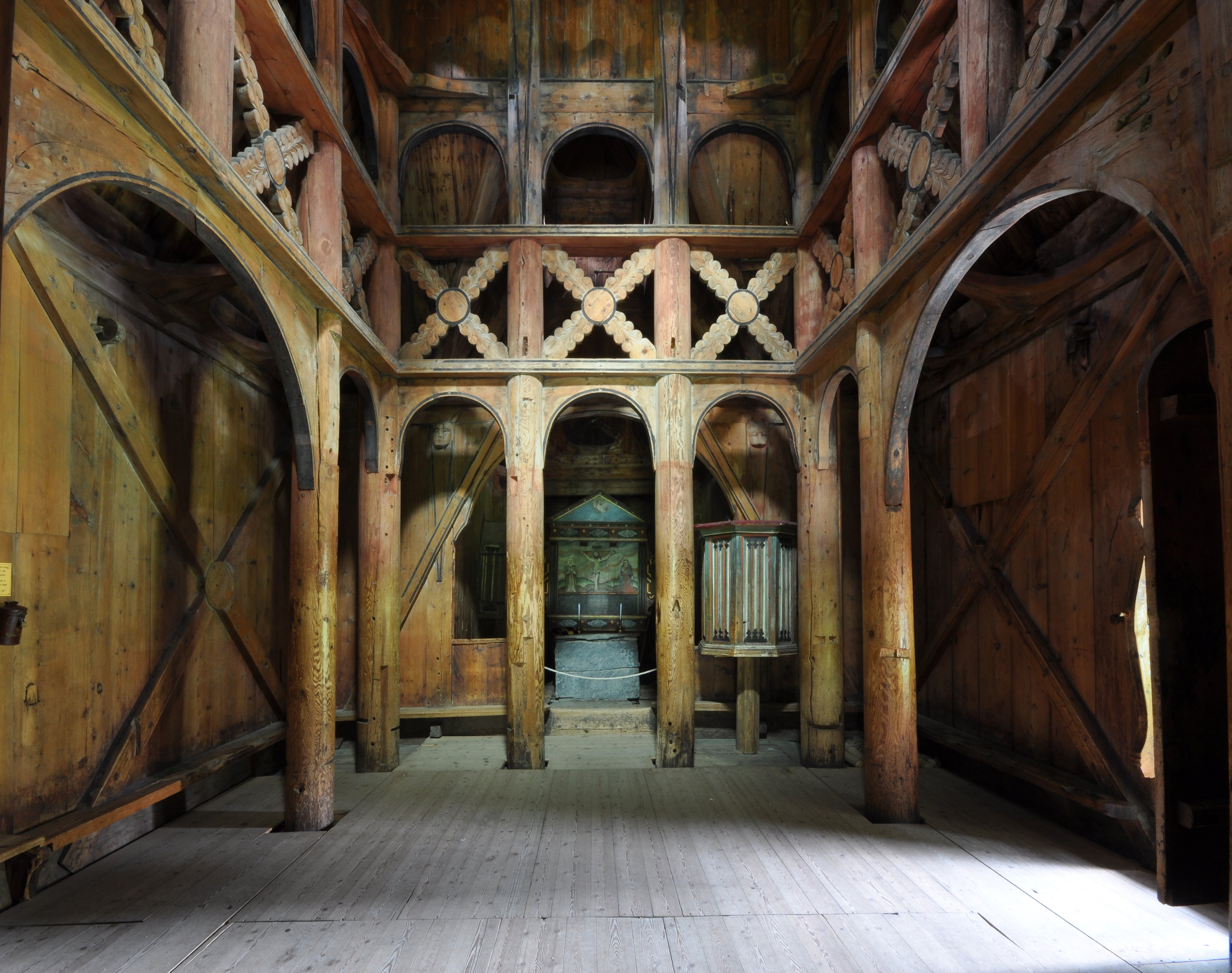
Bên trong Nhà thờ Borgund
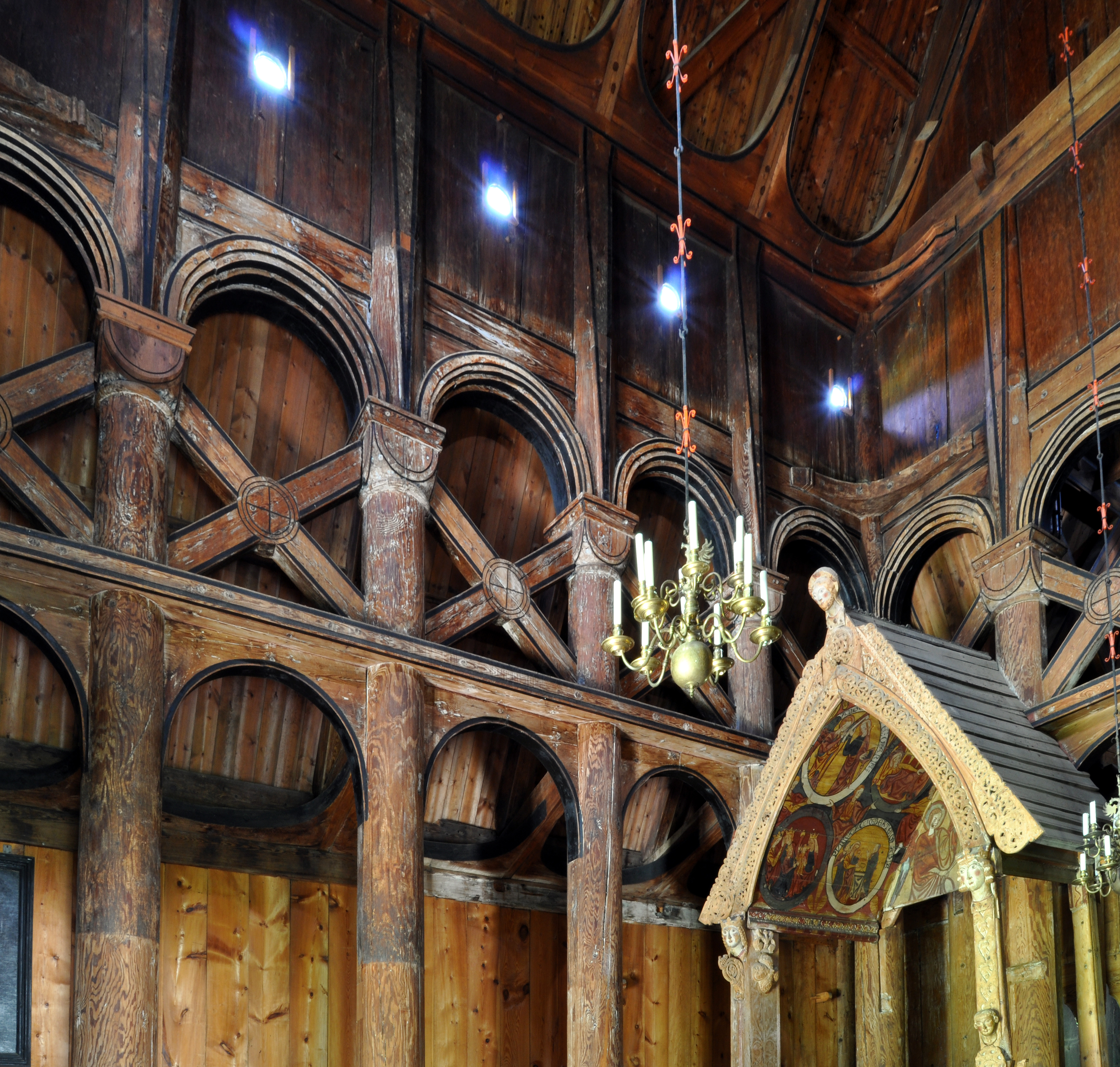
Bên trong nhà thờ Hopperstad
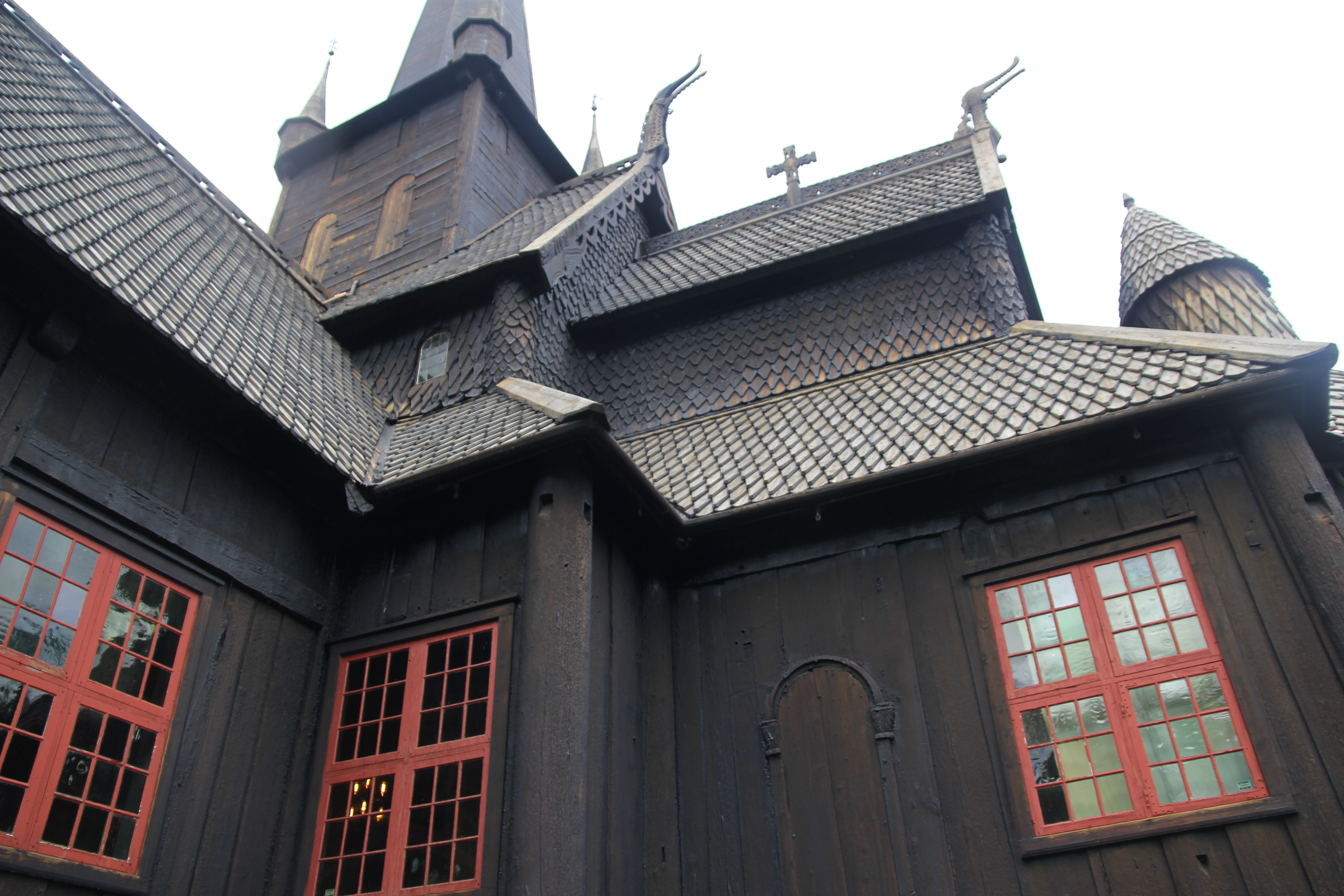
Lom Stavkirke

## Phổ biến
Ở Na Uy cho tới thời Phục hưng có khoảng 750  nhà thờ gỗ, là đa số của tổng cộng các nhà thờ trong nước (1200). Khoảng đầu thế kỷ 19, còn lại khoảng 100 nhà thờ.
Ngày nay đa số các nhà thờ gỗ còn lại ở Na Uy, 28 trong số tổng cộng là 33  được xem là chính cống, bởi vì phần lớn lượng gỗ là đã có từ thời trung cổ. 3 trong số nhà thờ còn lại được xây mới trong những thế kỷ sau này. Nhà thờ ván gỗ Vågå được xây lại hoàn toàn từ 1625 cho tới 1627 và nhà thờ gỗ Fåvang từ 1630 tới 1631.
Ở Thụy Điển, đa số các nhà thờ gỗ đã bị đốt cháy trong thời kỳ dịch hạch vào thế kỷ 17. Chỉ còn lại một nhà thờ chính cống từ thời trung cổ, đó là nhà thờ gỗ Hedared (khoảng 16 km từ Borås).